# Sierndorf (Gemeinde Sierndorf)

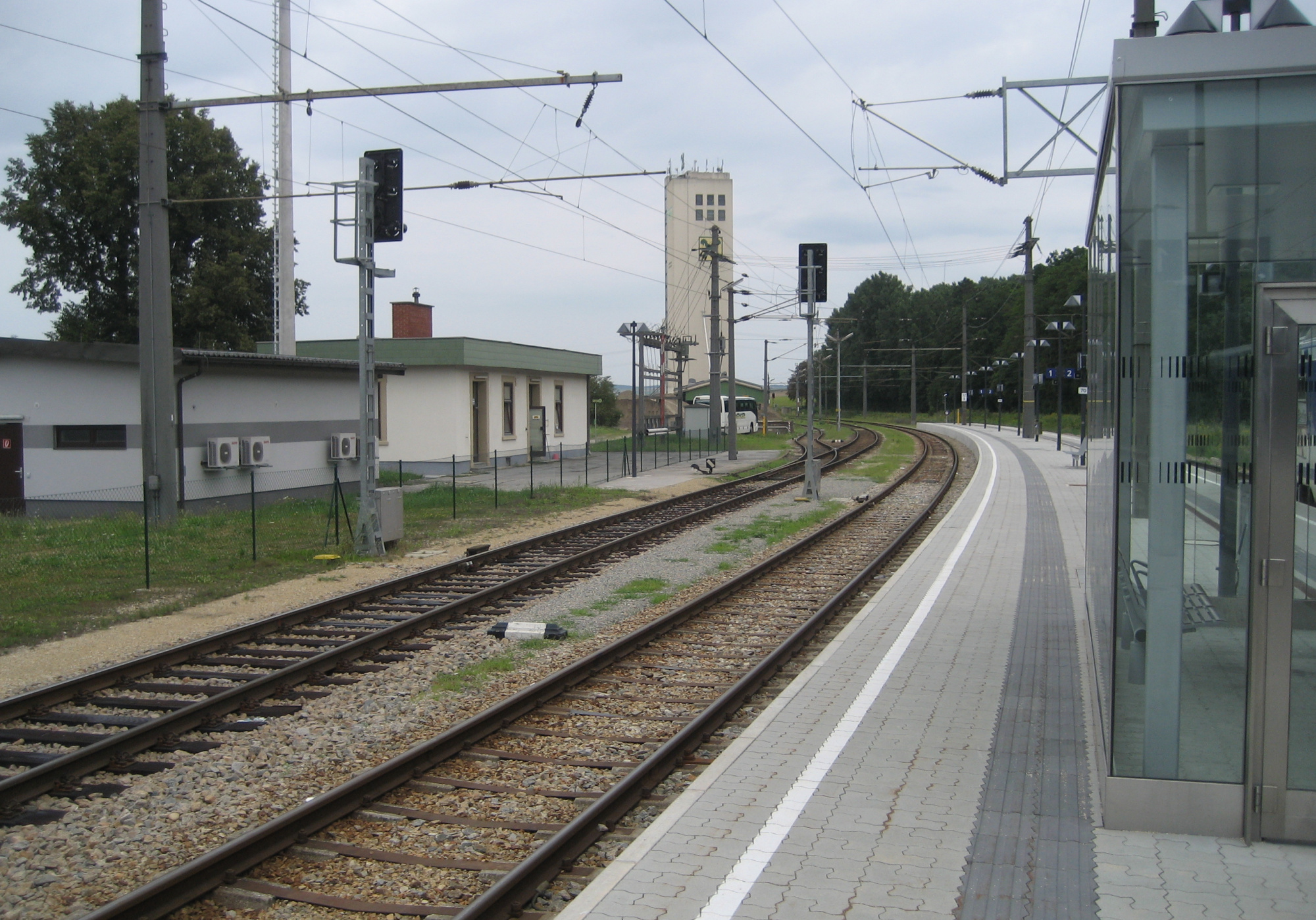
Bahnhof Sierndorf bei Stockerau

Sierndorf ist eine Ortschaft und eine Katastralgemeinde in der Marktgemeinde Sierndorf im Bezirk Korneuburg in Niederösterreich.

## Geografie
Sierndorf liegt nordwestlich von Stadtgemeinde Stockerau.

## Geschichte
Es wurde ein frühbronzezeitliches Metalldepot gefunden. Urkundlich 1268 im Besitz der Herren von Sierndorf. 1544 urkundlich ein Markt.

## Verbauung
Das Gassengruppendorf entstand um einen kleinen planmäßigen Rechteckplatz in der Nähe vom Schloss Sierndorf, der Platz setzt sich in einer Mittelstraße – Pragerstraße – fort. Die dörfliche Verbauung hat Hakenhöfe, Gassenfronthäuser, Siedlungshäuser, im Ortskern teils traufständig zweigeschoßig mit im Kern barocken Häusern.

## Kultur und Sehenswürdigkeiten
- Schloss Sierndorf

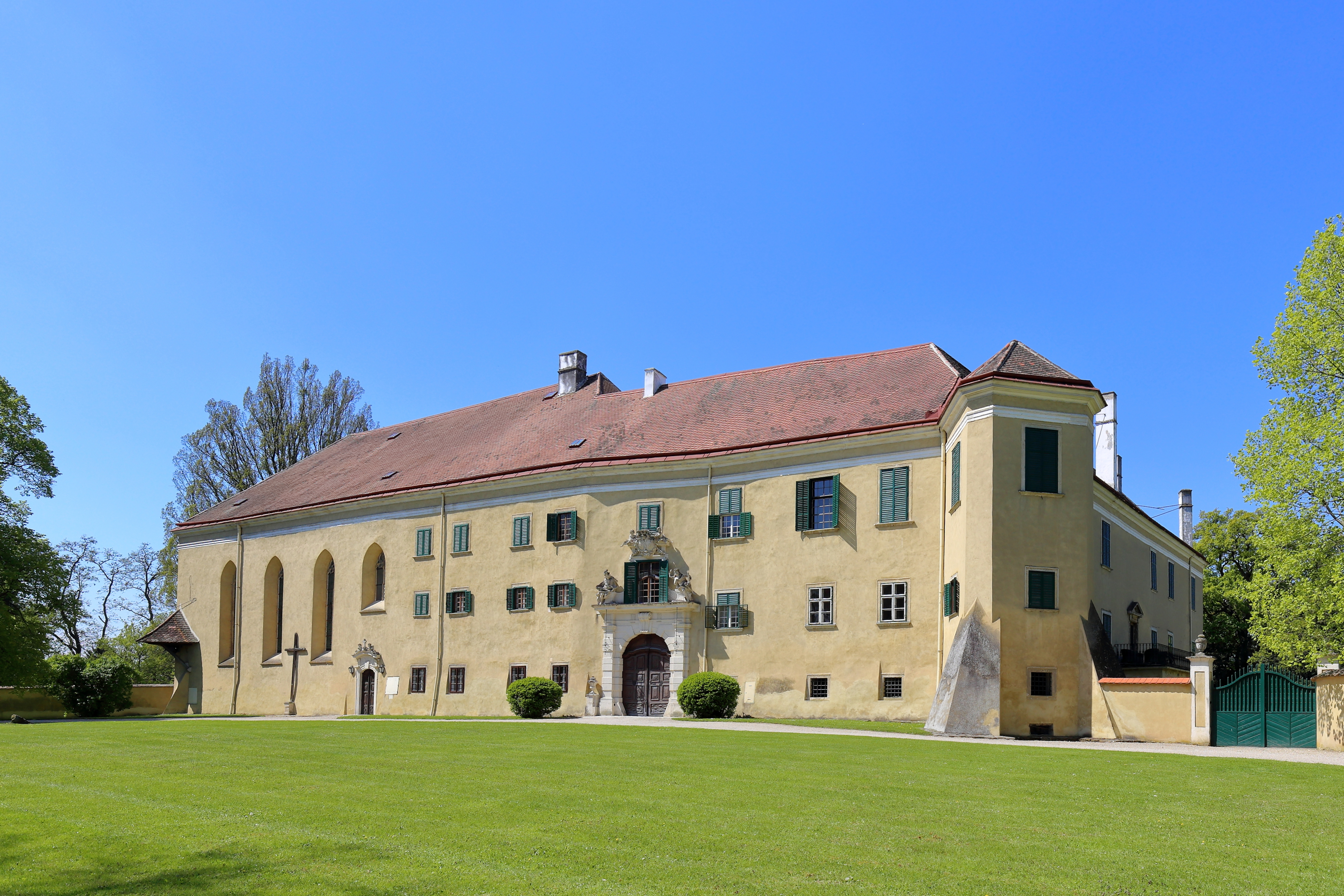
Schloss Sierndorf

- Katholische Pfarrkirche Sierndorf Mariä Geburt, ehemalige Schlosskapelle